# Badmómzjay/Diskografie
Diese Diskografie ist eine Übersicht über die musikalischen Werke der deutschen Rapperin Badmómzjay. Den Schallplattenauszeichnungen zufolge hat sie bisher mehr als 610.000 Tonträger verkauft. Ihre erfolgreichste Veröffentlichung ist die Single Ohne Dich mit über 410.000 verkauften Einheiten.

## Alben

### Studioalben
| Jahr | Titel Musiklabel                    | Höchstplatzierung, Gesamtwochen, AuszeichnungChartplatzierungen (Jahr, Titel, Musiklabel, Platzierungen, Wochen, Auszeichnungen, Anmerkungen) | Höchstplatzierung, Gesamtwochen, AuszeichnungChartplatzierungen (Jahr, Titel, Musiklabel, Platzierungen, Wochen, Auszeichnungen, Anmerkungen) | Höchstplatzierung, Gesamtwochen, AuszeichnungChartplatzierungen (Jahr, Titel, Musiklabel, Platzierungen, Wochen, Auszeichnungen, Anmerkungen) | Anmerkungen                             |
| Jahr | Titel Musiklabel                    | DE | AT | CH | Anmerkungen                             |
| ---- | ----------------------------------- | --- | --- | --- | --------------------------------------- |
| 2021 | Badmómz. Vertigo Records (UMG)      | DE7 (21 Wo.)DE | AT14 (2 Wo.)AT | CH17 (1 Wo.)CH | Erstveröffentlichung: 25. November 2021 |
| 2023 | Survival Mode Vertigo Records (UMG) | DE4 (2 Wo.)DE | AT70 (1 Wo.)AT | CH40 (1 Wo.)CH | Erstveröffentlichung: 23. November 2023 |

### EPs
| Jahr | Titel Musiklabel         | Höchstplatzierung, Gesamtwochen, AuszeichnungChartplatzierungen (Jahr, Titel, Musiklabel, Platzierungen, Wochen, Auszeichnungen, Anmerkungen) | Höchstplatzierung, Gesamtwochen, AuszeichnungChartplatzierungen (Jahr, Titel, Musiklabel, Platzierungen, Wochen, Auszeichnungen, Anmerkungen) | Höchstplatzierung, Gesamtwochen, AuszeichnungChartplatzierungen (Jahr, Titel, Musiklabel, Platzierungen, Wochen, Auszeichnungen, Anmerkungen) | Anmerkungen                              |
| Jahr | Titel Musiklabel         | DE | AT | CH | Anmerkungen                              |
| ---- | ------------------------ | --- | --- | --- | ---------------------------------------- |
| 2020 | 18 Vertigo Records (UMG) | DE12 (1 Wo.)DE | — | — | Erstveröffentlichung: 25. September 2020 |

### Mixtapes
| Jahr | Titel Musiklabel                          | Höchstplatzierung, Gesamtwochen, AuszeichnungChartplatzierungen (Jahr, Titel, Musiklabel, Platzierungen, Wochen, Auszeichnungen, Anmerkungen) | Höchstplatzierung, Gesamtwochen, AuszeichnungChartplatzierungen (Jahr, Titel, Musiklabel, Platzierungen, Wochen, Auszeichnungen, Anmerkungen) | Höchstplatzierung, Gesamtwochen, AuszeichnungChartplatzierungen (Jahr, Titel, Musiklabel, Platzierungen, Wochen, Auszeichnungen, Anmerkungen) | Anmerkungen                        |
| Jahr | Titel Musiklabel                          | DE | AT | CH | Anmerkungen                        |
| ---- | ----------------------------------------- | --- | --- | --- | ---------------------------------- |
| 2024 | Don’t Trust Bitches Vertigo Records (UMG) | DE5 (2 Wo.)DE | AT72 (1 Wo.)AT | — | Erstveröffentlichung: 8. März 2024 |

## Singles

### Als Leadmusikerin
| Jahr | Titel Album                         | Höchstplatzierung, Gesamtwochen, AuszeichnungChartplatzierungen (Jahr, Titel, Album, Platzierungen, Wochen, Auszeichnungen, Anmerkungen) | Höchstplatzierung, Gesamtwochen, AuszeichnungChartplatzierungen (Jahr, Titel, Album, Platzierungen, Wochen, Auszeichnungen, Anmerkungen) | Höchstplatzierung, Gesamtwochen, AuszeichnungChartplatzierungen (Jahr, Titel, Album, Platzierungen, Wochen, Auszeichnungen, Anmerkungen) | Anmerkungen                                                                                     |
| Jahr | Titel Album                         | DE | AT | CH | Anmerkungen                                                                                     |
| --- | ----------------------------------- | --- | --- | --- | ----------------------------------------------------------------------------------------------- |
| 2019 | 24/7 –                              | — | — | — | Erstveröffentlichung: 4. Dezember 2019                                                          |
| 2020 | Zirkus –                            | — | — | — | Erstveröffentlichung: 10. Januar 2020                                                           |
| 2020 | Bounce –                            | — | — | — | Erstveröffentlichung: 28. Februar 2020                                                          |
| 2020 | Move 18                             | DE27 (4 Wo.)DE | AT35 (1 Wo.)AT | CH84 (1 Wo.)CH | Erstveröffentlichung: 10. April 2020                                                            |
| 2020 | Rollercoaster –                     | DE41 (1 Wo.)DE | — | — | Erstveröffentlichung: 21. Mai 2020                                                              |
| 2020 | Snowbunny –                         | DE26 (3 Wo.)DE | AT41 (1 Wo.)AT | CH81 (1 Wo.)CH | Erstveröffentlichung: 18. Juni 2020                                                             |
| 2020 | Signal 18                           | DE24 (4 Wo.)DE | AT62 (1 Wo.)AT | CH79 (1 Wo.)CH | Erstveröffentlichung: 30. Juli 2020                                                             |
| 2020 | T.H.A.L 18                          | DE43 (1 Wo.)DE | — | — | Erstveröffentlichung: 4. September 2020                                                         |
| 2020 | Naughty or Nice –                   | DE— aDE | — | — | Erstveröffentlichung: 11. Dezember 2020                                                         |
| 2021 | Badmómz.                            | DE19 (2 Wo.)DE | AT52 (1 Wo.)AT | CH80 (1 Wo.)CH | Erstveröffentlichung: 8. April 2021                                                             |
| 2021 | Tu nicht so Badmómz.                | DE10 (6 Wo.)DE | AT28 (2 Wo.)AT | CH67 (1 Wo.)CH | Erstveröffentlichung: 20. Mai 2021                                                              |
| 2021 | Checkst du?! Badmómz.               | DE21 (1 Wo.)DE | — | — | Erstveröffentlichung: 29. Juli 2021                                                             |
| 2021 | Sterne unterm Dach Badmómz.         | DE16 (6 Wo.)DE | AT40 (1 Wo.)AT | CH72 (1 Wo.)CH | Erstveröffentlichung: 9. September 2021                                                         |
| 2021 | „Hahaha“ Badmómz.                   | DE40 (1 Wo.)DE | — | — | Erstveröffentlichung: 11. November 2021                                                         |
| 2022 | Nie mehr zurück –                   | DE24 (4 Wo.)DE | — | CH86 (1 Wo.)CH | Erstveröffentlichung: 19. Mai 2022 mit Bozza, Kool Savas & Sido                                 |
| 2022 | Survival Mode (Intro) Survival Mode | DE27 (1 Wo.)DE | AT71 (1 Wo.)AT | — | Erstveröffentlichung: 4. August 2022                                                            |
| 2022 | Keine Tränen Survival Mode          | DE8 (5 Wo.)DE | AT22 (2 Wo.)AT | CH44 (1 Wo.)CH | Erstveröffentlichung: 22. September 2022                                                        |
| 2022 | Yeah Hoe Survival Mode              | DE96 (1 Wo.)DE | — | — | Erstveröffentlichung: 31. Dezember 2022                                                         |
| 2023 | Auf die Party Survival Mode         | DE5 (18 Wo.)DE | AT16 (5 Wo.)AT | CH77 (1 Wo.)CH | Erstveröffentlichung: 9. März 2023 feat. Domiziana                                              |
| 2023 | Mh mh Survival Mode                 | DE30 (2 Wo.)DE | — | — | Erstveröffentlichung: 20. Juli 2023 feat. Juju                                                  |
| 2023 | Airplanes Survival Mode             | DE12 (11 Wo.)DE | AT30 (5 Wo.)AT | CH43 (1 Wo.)CH | Erstveröffentlichung: 7. September 2023 feat. Kool Savas; Original: B.o.B feat. Hayley Williams |
| 2023 | Komm mit Survival Mode              | DE51 (1 Wo.)DE | — | — | Erstveröffentlichung: 26. Oktober 2023                                                          |
| 2023 | 4 Life Survival Mode                | DE57 (1 Wo.)DE | — | — | Erstveröffentlichung: 9. November 2023 feat. Takt32 & Vito                                      |
| 2024 | Blessed Don’t Trust Bitches         | DE— bDE | — | — | Erstveröffentlichung: 15. Februar 2024                                                          |
| 2024 | Alles glänzt Don’t Trust Bitches    | DE77 (1 Wo.)DE | — | — | Erstveröffentlichung: 29. Februar 2024                                                          |
| Folgende Lieder erschienen nicht als Single, wurden aber durch das Album zum Download und Streaming bereitgestellt und konnten somit eine Platzierung erlangen: |                                     | | | |                                                                                                 |
| |                                     | | | |                                                                                                 |
| 2020 | Supernova 18                        | DE96 (2 Wo.)DE | — | — | Videoauskopplung: 24. September 2020 Charteinstieg: 16. Oktober 2020                            |

### Als Gastmusikerin
| Jahr | Titel Album                            | Höchstplatzierung, Gesamtwochen, AuszeichnungChartplatzierungen (Jahr, Titel, Album, Platzierungen, Wochen, Auszeichnungen, Anmerkungen) | Höchstplatzierung, Gesamtwochen, AuszeichnungChartplatzierungen (Jahr, Titel, Album, Platzierungen, Wochen, Auszeichnungen, Anmerkungen) | Höchstplatzierung, Gesamtwochen, AuszeichnungChartplatzierungen (Jahr, Titel, Album, Platzierungen, Wochen, Auszeichnungen, Anmerkungen) | Anmerkungen                                                                                        |
| Jahr | Titel Album                            | DE | AT | CH | Anmerkungen                                                                                        |
| ---- | -------------------------------------- | --- | --- | --- | -------------------------------------------------------------------------------------------------- |
| 2019 | Papi T’es pas toi-même EP              | DE— GoldDE | — | — | Erstveröffentlichung: 21. Juni 2019 Verkäufe: + 200.000; Monet192 feat. Badmómzjay                 |
| 2020 | Sorry Not Sorry Four Seasons           | DE21 (2 Wo.)DE | AT61 (1 Wo.)AT | CH51 (1 Wo.)CH | Erstveröffentlichung: 6. November 2020 Monet192 feat. Takt32 & Badmómzjay                          |
| 2021 | Ohne Dich Eya                          | DE1 Platin · (28 Wo.)DE | AT1 Gold · (24 Wo.)AT | CH6 (11 Wo.)CH | Erstveröffentlichung: 15. Januar 2021 Verkäufe: + 415.000 Kasimir1441 feat. Badmómzjay & Wildbwoys |
| 2021 | Irgendwie egal Demut und Größenwahn    | DE66 (1 Wo.)DE | — | — | Erstveröffentlichung: 19. Februar 2021 Takt32 feat. Badmómzjay & Jumpa                             |
| 2021 | Rapstar –                              | DE71 (1 Wo.)DE | — | — | Erstveröffentlichung: 30. April 2021 Jumpa feat. Badmómzjay                                        |
| 2021 | Mond Herzinfucked                      | DE10 (7 Wo.)DE | AT30 (3 Wo.)AT | CH55 (1 Wo.)CH | Erstveröffentlichung: 30. September 2021 Montez feat. Badmómzjay                                   |
| 2022 | Andale –                               | DE26 (2 Wo.)DE | AT59 (1 Wo.)AT | CH82 (1 Wo.)CH | Erstveröffentlichung: 14. Januar 2022 DJ Jeezy feat. Badmómzjay, Bausa & Kalim                     |
| 2022 | Dinner Table Sozialer Abwärtsvergleich | DE— cDE | — | — | Erstveröffentlichung: 18. Februar 2022 Takt32 feat. Badmómzjay                                     |
| 2023 | RIP –                                  | DE96 (1 Wo.)DE | — | — | Erstveröffentlichung: 5. Mai 2023 Takt32 feat. Badmómzjay                                          |
| 2023 | Fuffies –                              | DE— dDE | — | — | Erstveröffentlichung: 22. November 2023 Kalim feat. Badmómzjay                                     |

## Musikvideos
| Jahr | Titel                 | Regie                           |
| ---- | --------------------- | ------------------------------- |
| 2019 | Papi                  | Robert Wunsch                   |
| 2020 | Zirkus                | Teresa Ellmer, Kiefer Tauchmann |
| 2020 | Bounce                | Michael Winkler                 |
| 2020 | Move                  | Hush & Hype                     |
| 2020 | Rollercoaster         | Philip Herbort                  |
| 2020 | Snowbunny             | Philip Herbort                  |
| 2020 | Signal                | Philip Herbort                  |
| 2020 | T.H.A.L               | Philip Herbort                  |
| 2020 | Supernova             | Philip Herbort                  |
| 2020 | Sorry Not Sorry       | Milos Savic                     |
| 2020 | Naughty or Nice       | Philip Herbort                  |
| 2021 | Ohne Dich             | Silkrock                        |
| 2021 | Badmómz.              | Philip Herbort                  |
| 2021 | Rapstar               | Chaker Design, Next Hype        |
| 2021 | Tu nicht so           | Philip Herbort                  |
| 2021 | Checkst du?!          | Philip Herbort                  |
| 2021 | Sterne unterm Dach    | Ivan Boljat                     |
| 2021 | Mond                  | Hely Doan, Traviez the Director |
| 2021 | „Hahaha“              | Ivan Boljat                     |
| 2021 | …                     | Philip Herbort                  |
| 2022 | Andale                | Luka Katic                      |
| 2022 | Dinner Table          | Finn Beek, Furkan Cetin         |
| 2022 | Survival Mode (Intro) | Marvin Ströter                  |
| 2022 | Keine Tränen          | Marvin Ströter                  |
| 2022 | Yeah Hoe              | Jesko Gorgas                    |
| 2023 | Auf die Party         | Marvin Ströter                  |
| 2023 | RIP                   | Jesko Gorgas                    |
| 2023 | Mh mh                 | Marvin Ströter                  |
| 2023 | Airplanes             | Roman Romacher                  |
| 2023 | Komm mit              | Marvin Ströter                  |
| 2023 | 4 Life                | Roman Romacher                  |
| 2023 | Hallelujah            | Dennis Hardt                    |
| 2023 | Fuffies               | Lionel Sam                      |
| 2024 | Blessed               | MacDuke, Jakub Rzucidlo         |
| 2024 | Alles glänzt          | Laura Vifer                     |
| 2024 | Levels                | Stini Roehrs                    |

## Sonderveröffentlichungen
| Jahr | Titel Album                            | Anmerkungen                                                                  |
| ---- | -------------------------------------- | ---------------------------------------------------------------------------- |
| 2019 | Papi T’es pas toi-même EP              | Erstveröffentlichung: 26. Juli 2019 Monet192 feat. Badmómzjay                |
| 2021 | Sorry Not Sorry Four Seasons           | Erstveröffentlichung: 19. Februar 2021 Monet192 feat. Takt32 & Badmómzjay    |
| 2021 | Irgendwie egal Demut und Größenwahn    | Erstveröffentlichung: 30. April 2021 Takt32 feat. Badmómzjay & Jumpa         |
| 2021 | Ohne Dich Eya                          | Erstveröffentlichung: 23. Juli 2021 Kasimir1441 feat. Badmómzjay & Wildbwoys |
| 2022 | Dinner Table Sozialer Abwärtsvergleich | Erstveröffentlichung: 11. März 2022 Takt32 feat. Badmómzjay                  |
| 2022 | Mond Herzinfucked                      | Erstveröffentlichung: 7. April 2022 Montez feat. Badmómzjay                  |

## Statistik

### Chartauswertung
|                     | DE    | AT    | CH    |
| ------------------- | ----- | ----- | ----- |
| Nummer-eins-Alben   | DE—DE | AT—AT | CH—CH |
| Top-10-Alben        | DE3DE | AT—AT | CH—CH |
| Alben in den Charts | DE4DE | AT3AT | CH2CH |

|                       | DE     | AT     | CH     |
| --------------------- | ------ | ------ | ------ |
| Nummer-eins-Singles   | DE1DE  | AT1AT  | CH—CH  |
| Top-10-Singles        | DE5DE  | AT1AT  | CH1CH  |
| Singles in den Charts | DE28DE | AT14AT | CH14CH |

### Auszeichnungen für Musikverkäufe
Anmerkung: Auszeichnungen in Ländern aus den Charttabellen bzw. Chartboxen sind in ebendiesen zu finden.
| Land/RegionAuszeichnungen für Musikverkäufe (Land/Region, Auszeichnungen, Verkäufe, Quellen) | Gold     | Platin  | Verkäufe | Quellen           |
| -------------------------------------------------------------------------------------------- | -------- | ------- | -------- | ----------------- |
| Deutschland (BVMI)                                                                           | Gold1    | Platin1 | 600.000  | musikindustrie.de |
| Österreich (IFPI)                                                                            | Gold1    | —       | 15.000   | ifpi.at           |
| Insgesamt                                                                                    | 2× Gold2 | Platin1 |          |                   |